# Dryopída
Dryopída (en grec moderne : Δρυοπίδα, ou Δρυοπίς, Dryopís) est un village de l'île de Kythnos, en Grèce.
Selon le recensement de 2011, il compte 325 habitants.

## Informations générales
Dryopída est située dans la partie sud de l'île, à environ 7 km de Chóra, et est construite entre deux collines à une altitude de 190 mètres. La caractéristique principale de cette localité est la présence de toits de tuiles, principalement en raison de la profession de ses habitants, qui étaient couvreurs à Athènes et qui ont ramené la tradition de la couverture des toits dans leur lieu de naissance,.
Administrativement, Dryopída faisait partie de la préfecture de Kéa, mais a été rattachée à la municipalité de Kythnos en 1997, dans le cadre de la réforme administrative du plan Kapodistrias, et y est restée après la mise en œuvre du plan Kallikratis, qui a réorganisé le découpage administratif de la Grèce.
C'est à Dryopída que se trouvent les classes restantes de l'école primaire de Kythnos. Le village de Dryopída dispose d'un théâtre en plein air, le "Petit Théâtre de Dryopída", et du centre médical régional polyvalent de l'île.

## Histoire
Dryopída a été fondée à une époque indéterminée et est devenue le foyer de réfugiés crétois. Selon la tradition locale, elle a été construite pour servir de refuge contre les pirates. D'abord appelé Syllakas ou Chorio (village), elle a ensuite été rebaptisé Dryopída, le nom antique de Kythnos, du nom des Dryopes, considérés comme les premiers habitants de l'île. Les habitants locaux appellent souvent le village par son ancien nom, et ses habitants sont appelés Syllakotes.
Dryopída a été mentionnée en 1700 par les jésuites français lors de leurs missions dans la mer Égée. Plus tard, de nombreux explorateurs ont également visité le village et en ont rendu compte. Dryopída a connu une croissance dans l'art de la céramique et des tuiles, et on extrayait du fer dans la grotte de Katafyki.

## Patrimoine
Dryopída abrite le musée folklorique de Kythnos, où sont exposés des costumes traditionnels, des outils et d'autres objets de la vie quotidienne. Il y a également un petit musée byzantin dans l'église Saint-Georges et un musée agricole. L'église de Saint Minas, avec son iconostase en bois sculpté et ses icônes du XVIe siècle, est une attraction importante. La grotte Katafyki se trouve à Fires et présente des stalactites et des stalagmites ainsi qu'une série de galeries naturelles. Dans l'Antiquité, elle servait de mine de fer. Après la création de l'État grec, l'exploitation minière a repris. Au fil des siècles, la grotte a également servi de refuge et de réserve, ainsi que de lieu de célébration.